# Miasto Pakrac
Miasto Pakrac (chorw. Grad Pakrac) – jednostka administracyjna w Chorwacji, w żupanii pożedzko-slawońskiej. W 2011 roku liczyła 8460 mieszkańców.